# 斎藤龍興
斎藤 龍興 / 一色 龍興（さいとう たつおき / いっしき たつおき）は、戦国時代の美濃国の戦国大名。道三流斎藤家3代（美濃一色家2代）。父・斎藤義龍の急死により若年にしてその跡を継ぐが、尾張の織田信長に美濃を奪い取られた。その後も越前朝倉氏と協力して美濃復帰を目指したが、実現することなく討ち死にした。
美濃斎藤氏は龍興の父・義龍の代から一色氏を名乗っており、『朝倉始末記』をはじめとする越前朝倉氏に関する記録に見えるように、龍興自身やその味方は「一色」だと認識していた。しかし龍興と敵対した織田氏では一色氏と認めない立場から「斎藤」と呼び続け、織田氏の記録である『信長公記』などにより「斎藤龍興」の名で知られている。

## 生涯

### 家督相続
天文16年（1547年）または17年（1548年）に、斎藤義龍と妻・浅井氏（浅井久政の娘とされるが、年齢的に浅井亮政の娘とみられる）の間に生まれる。
永禄4年（1561年）5月11日に、父・義龍が急死し14歳で美濃斎藤氏の家督を継ぐ。同月13日、義龍重病との情報を得たのか、織田信長が木曽川を越えて西美濃に侵攻、森部で合戦となった（森部の戦い）。この戦いで重臣の日比野清実、長井衛安らが討ち死にした。信長自身が撤退した後も駐留軍による攻撃が続き、和議と織田方の撤退が成るのは翌年2月となった。
永禄5年（1562年）には、有力家臣であった郡上八幡城主の遠藤盛数が病没する。

### 美濃国攻防戦と敗走

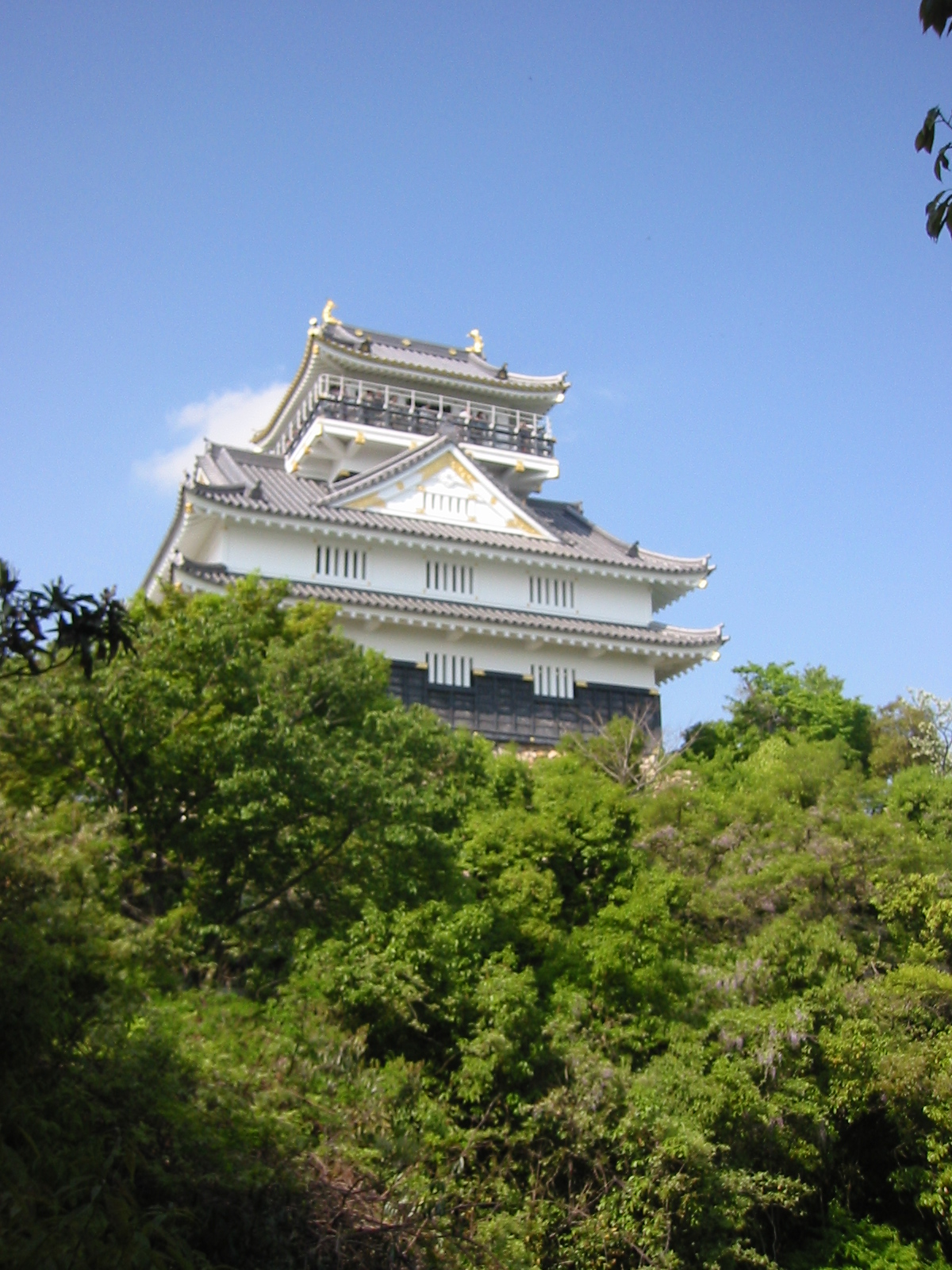
稲葉山城（岐阜城）

龍興は信長の侵攻に対処するため、父・義龍の進攻対象であった北近江の浅井長政と同盟を結ぼうとした。しかし信長に機先を制され、長政は信長と同盟を結び、逆に美濃に侵攻するようになる。この時は義龍の時代から同盟を結んでいた六角義賢が浅井領に侵攻したため、長政は美濃攻めを中止して撤退している。
永禄6年（1563年）、再度侵攻した織田信長と新加納で戦い、家臣の竹中重治の活躍もあって織田軍を破った（新加納の戦い）。
永禄7年（1564年）2月6日、竹中重治とその舅・安藤守就が斎藤飛騨守以下6人を殺害して稲葉山城を奪い取り、龍興は城を追われることとなった（郡上市長滝寺蔵「荘厳講記録」、「明叔慶浚等諸僧法語雑録」所収快川紹喜書状写）。龍興は鵜飼山城、さらに祐向山城に逃走した。同年10月の書状（「尊経閣文庫所蔵文書」）で龍興が稲葉山城に帰還したことが判明するが、長期間の居城占拠は、美濃国内の領主の龍興に対する不信を加速させることとなったと思われる。
織田信長の永禄5年頃から始まった小牧山城築城により圧力がかかった東美濃においては（遠山氏が織田氏の縁戚となるなど元々織田氏の影響力が強い地域であったが）、有力領主である市橋氏、丸毛氏、高木氏などが織田氏に通じるようになる。
永禄8年（1565年）には、織田家に降った加治田城主・佐藤忠能により、堂洞城主の岸信周が討たれた。この時、関城主であり、国内の押さえとなっていた大叔父の長井道利も織田家の武将となっていた斎藤利治に敗れ、中濃地方も信長の勢力圏に入った（中濃攻略戦）。8月には信長に対する防波堤となっていた犬山城が落城した。
11月13日には、足利将軍家一色藤長にあてて、代初の儀について太刀一腰と馬一疋を祝言に贈っている。
永禄9年（1566年）、近江に逃れていた足利義昭は、自身の上洛に協力を求めるため、龍興と信長に和睦を命じ、両者はこれを承諾した。同年8月末、上洛支援のためか美濃侵攻のためか目的は不明だが信長は国境に軍を進め、翌閏8月に龍興軍と衝突した（河野島の戦い）。8日未明に信長は敗れ撤退したが溺死者は数知れず、武具を捨てて逃げる有様だったという（「中島文書」）。
この時期龍興は織田氏への対抗のため甲斐の武田信玄と同盟締結のため交渉を進めていた。11月には同盟成立のために奔走したことを感謝する快川紹喜宛ての書状を発している（「武田神社文書」）。とはいえ信長も武田氏との交渉を進めていたため、武田氏・遠山氏は中立の立場をとるだけの結果となり、信長に対する抑止力として機能することはなかった。同文書の包み紙の上書きに「一色治部大輔」、署名は「義棟」とあるため、同年閏8月から11月の間に足利義昭または義栄もしくは義維から偏諱を貰ったものとみられる。
永禄10年（1567年）5月、父義龍の7回忌法要を行っているが、その際の法語を記録した「快川希庵等語録」では「源府君孝男義糺」とあり、義棟から改名していたことが確認できる。しかし、「義紀」と署名した書状の写しも4通存在し、「糺」と「紀」は似ているため、どちらが正確かは判然としないがいずれかの名前を名乗ったとみられる。
同年、西美濃三人衆の稲葉良通や氏家直元、安藤守就らが信長に内応した為、遂に稲葉山城を信長によって落とされ（稲葉山城の戦い）、8月15日、城下の木曽川を船で下り、北伊勢の長島へと退散した。ただし「紹巴富士見道記」では8月13日から20日にかけて信長が長島を攻めている記述があるため、稲葉山城落城を9月とみる説もある。落城の時期を8月とみる場合には、龍興を追って織田軍が長島に攻め寄せたのだと解する。当時20歳。以降、再び大名として美濃に返り咲くことはなかった。

### 織田への反抗
長島に亡命した龍興は、畿内へと移り三好三人衆に接近したものとみられる。永禄12年（1569年）1月には三好三人衆が信長が擁立した室町幕府第15代将軍・足利義昭を攻め殺そうとして敗退している（本圀寺の変、六条合戦）が、龍興や長井道利もそこに加わっていたとされる（『信長公記』『当代記』）。
更に元亀元年（1570年）8月には、三好康長、安宅信康、十河存保や石山本願寺法主・顕如らとともに三好三人衆の籠城を支援（野田・福島の戦い）。信長が朝倉義景、浅井長政に後背を脅かされ、退却するまで持ちこたえた。

### 最期
その後、縁戚関係にあったことから越前国の朝倉義景の下へ逃れて保護された。いわゆる客将として遇されたとも伝わる。
元亀2年（1571年）8月、顕如は一色治部大輔（＝龍興）に宛てて書状を送り、「御本意」実現を願って黄金と太刀を贈っている。また、翌元亀3年（1572年）8月に美濃郡上郡の安養寺乗了と越前大野郡の最勝寺専勝から、本願寺の坊官である下間頼旦に対して、本願寺から郡上郡と大野郡の門徒に協力を命じた”「一色殿」の入国計画”の進行状況に関する書状が残されている。それより少し前の同年正月には、「一色義紀」と称していた龍興から乗了に対して、専勝が遠藤氏を説得し、また自分も日根野弘就を長島（願証寺）に派遣する予定であったが、専勝の病気で計画が延期になってしまったとする書状が残されている。
これらの文書から、朝倉氏や越前・美濃の門徒の支援を受けた龍興が北（越前）から、長島の門徒の支援を受けた日根野が南（伊勢）から、美濃に入国・挟撃する計画が存在したことが分かり、同年冬には実際に作戦が実行されたことを示唆する顕如の書状が存在する。しかし朝倉軍が雪のために全軍を越前に引き上げたこともあって、龍興も美濃国奪取・復帰までには至らず、同じく越前に引き上げたと見られている。
天正元年（1573年）8月、義景が浅井長政を支援し、信長と対決するために近江国北部に出陣した際に龍興も従軍したが、8月14日、朝倉軍が織田軍に敗れて刀禰坂で追撃を受けた際、戦死した。細川家北岡文庫「先祖附　氏家甚左衛門」や『武家事紀』によれば、かつての重臣であった氏家直元の嫡男・氏家直昌の手勢に討ち取られたとされている。享年26または27。
法名は瑞雲庵竜興居士とされるが、『常在寺記録』には瑞光院竜淵宗雲日珠大居士と号したとある。

### 生存説
本願寺勢力と結びついた、いわゆる「生存説」がいくつかある。

#### 越中の九右ェ門
興国寺（富山市）の伝説によると、龍興は戦死してはおらず、家宝系図を持って永禄12年（1569年）、3月に越中国新川郡布市村に来て、興国寺に隠れた。天下の情勢から家を再興する事かなわずと悟った龍興は、九右ェ門と改名し、付近の原野を開拓した。開拓に当たって、「仏の力である、お経の力なり」と一族を励ましてこの地に住みついた。
信長と本願寺の石山合戦が終わった天正8年（1580年）に九右ェ門はこの地を経力村と名づけた。
江戸時代に入った慶長16年（1611年）、九右ェ門は家督を子に譲り、草高を持参して布市興国寺で出家、住持となった。興国寺には、龍興が持参したという鎧鞍と念持仏（木造阿弥陀如来立像）が伝えられている。
寛永9年（1632年）6月19日に示寂し、墓は富山市経力の本誓寺の前にあるという。享年86（若しくは享年85）。
九右ェ門の子孫は、文政3年（1820年）11月、越中国新川郡大泉村（現・富山市大泉）に移り、後に大正2年（1913年）11月、富山県新川郡堀川村小泉（富山市堀川小泉）に転住したという。
木下聡は、元和9年（1623年）に興国寺の住職になったという伝承に従うと高齢すぎるため、龍興の息子とみる方が妥当だとしている。

#### 羽島の伝承
刀根坂の戦いを落ち延び、本願寺と合流したとする伝承がある。龍興は石山本願寺に逃れ、本願寺勢力と共に再起を期していたが、現在の岐阜県羽島市足近町の寺で病死した、とされる。同地の願教寺には、龍興の墓と、その父である義龍、さらに龍興の子とされる小兵衛義仁の位牌が伝えられている。
土岐琴川『稿本美濃誌』には、龍興は石山本願寺で戦った後、天正8年（1580年）の和議成立により美濃羽島郡足近村に住み天正10年（1582年）5月5日に自刃し、石山本願寺で知己を得た了願が、伊勢長島の願教寺を移して一宇を建立したという逸話が掲載されている。

## 評価
「・・・従来の龍興像および評価は、江戸時代以来の低評価をそのまま引きずったものであり、なおかつ織田信長・竹中半兵衛の評価が上がるにつれて、さらに下げられてしまった。・・・これまで言われていたほど政務に関わっていないわけではなく、・・・国内の混乱と・・・美濃攻略に全力を注力できるようになった織田信長の攻勢に対し、よく持ちこたえたと言えるのではないか。
　・・・信長から美濃から逐われる・・・後も美濃を取り戻そうと画策し、実行にまでは至らなかったけれども、いくらかの成果は上げている。結局その志は叶わずして、越前にて露と消えたが、龍興は従来言われていたほど低能な武将ではなかったのである。」木下聡

## 人物・逸話
- 子女は知られていない。室については、『美濃国諸旧記』『美濃国明細記』が浅井長政娘とするものの年代的に疑わしい[28]。『続群書類従』所収「日下部系図[31]」は朝倉景延（朝倉義景の叔父）の娘を龍興室としている。
- 龍興に対する評価は、『甫庵信長記[32]』では媚びへつらう者を重用したとあり、『老人雑話』は「極て痴人也」、『洞堂軍記[33]』では政道が正しくなかったとされるように、総じて極めて悪いものである。とはいえこの評価は織田信長に滅ぼされた戦国大名として、信長の優秀さを引き立てるために低くされている面がある[34]。さらに、稲葉山城を奪った竹中重治を『甫庵太閤記』以降高く評価する流れの中で、その乗っ取り行為に「主君龍興を諫めるためだった」という理由付けがされたために、必然的に龍興は暗愚と扱われることとなった[35]。
- 斎藤氏以来の家臣団を一色氏の家臣団の名字に改名させた。（日根野弘就が一色氏守護代の延永氏を名乗るなど）
- 前述の越中（富山県）に土着した説と関連して、富山市には九右エ門（龍興）が鶴に教えられて開いたとする由来を持つ鉱泉があり「霊鶴源泉」と称している。経力の湯といって長年続き、のちに浦上四番崩れで捕らえられた隠れキリシタンが預けられた、などの歴史がある。大正6年（1917年）に廃業し、霊鶴鉱泉に祀られていた木造薬師如来像は現在、本誓寺（富山市経力）に安置されている。富山藩第9代藩主・前田利幹が所蔵していたとされる、経力の湯の冬景色を描いた図が石川県金沢市に伝わる[要出典]。
- 龍興は畿内在住時、キリシタンを目指した。その記録が幾つか残っている。
  - ルイス・フロイスは『日本史』中で、「非常に有能で思慮深い美濃国主の義弟にあたる若者がいた」と記録し、キリスト教の宗儀・世界の創造などについて説かれると聴聞した事を逐一書き留め、次に教会へ姿を現した際にはその全てを明白に、流暢に、一言一句の間違いなく反復することが出来たために人々はとても驚いたとしている。しかし、「非常に有能で思慮深い」とされているのは龍興の義弟である[28]。
  - ガスパル・ヴィレラに対して「人間がデウスによって祝福され、万物の霊長であると保障されて居ると師は言う。ならば、なぜ人間界にかくも多くの不幸が満ちており、戦乱の世は終わらないのか。万物の霊長たらんと創造されたのなら、なぜ人間の意志に世は容易に従わないのだろうか。こんな荒んだ世の中を一生懸命、善良に生きている者達が現世では何ら報いも受けられないのは、何故なのか」と質問した。ヴィレラは龍興の疑問に対し、その全てに納得がいく様な道理を上げて説明したと記録されている[要出典]。

## 登場作品
- 『国盗り物語』（1973年、NHK大河ドラマ、演：大石悟郎（現・大石吾朗））
- 『信長 KING OF ZIPANGU』（1992年、NHK大河ドラマ、演：渡浩行）
- 『織田信長』（1994年、テレビ東京、演：中村久光）
- 『秀吉』（1996年、NHK大河ドラマ、演：三井智宏）
- 『国盗り物語』（2005年、テレビ東京、演：福薗由布樹）
- 『功名が辻』（2006年、NHK大河ドラマ、演：工藤和馬）
- 『信長協奏曲』（2014年・フジテレビ　演：間宮祥太朗）
- 『センゴク』（2004年～2007年、週刊ヤングマガジン、宮下英樹の漫画）
- 『信長戦記』（2008年～2012年、リイド社、かわのいちろうの漫画）[36]
- 『信長の忍び』（2009年～、白泉社、重野なおきの漫画）
- 『蝮の孫』（2016年、幻冬舎、天野純希の小説）
- 『豊臣兄弟!』（2026年予定、NHK大河ドラマ、演：濱田龍臣）